# El Paso, die Stadt der Rechtlosen
El Paso, die Stadt der Rechtlosen ist ein US-amerikanischer Western aus dem Jahr 1949 von Lewis R. Foster mit John Payne, Gail Russell und Sterling Hayden in den Hauptrollen. Der Film wurde von Pine-Thomas Productions produziert.

## Handlung
Clay Fletcher, ehemaliger Captain der Südstaaten und vormaliger Anwalt, reist nach El Paso, um dort von dem Anwalt Henry Jeffers Verkaufsunterlagen unterschreiben zu lassen. Clay hat den Mann früher bewundert und war in dessen Tochter Susan verliebt. In der Postkutsche wird ihm seine Brieftasche von der geheimnisvollen Nellie gestohlen. 
Clays erstes Ziel in El Paso ist ein Saloon. Hier wird eine Gerichtsverhandlung durchgeführt, die von Sheriff La Farge und dem Landvermesser Bert Donner angestrengt wurde. Der Angeklagte hat einen Deputy erschossen, seiner Aussage zufolge aus Notwehr. Der betrunkene Richter verurteilt den Mann dennoch. Diese Ungerechtigkeit bringt Clay auf, der zu einer Geldstrafe wegen Missachtung des Gerichts verurteilt wird. Zu Clays Erstaunen erkennt er, dass der betrunkene Richter Henry Jeffers ist. Da Clay die Strafe nicht zahlen kann, beginnt Donner, Clays Kleidung zu versteigern. Der mexikanische Rancher Nacho Vasquez gewinnt Clays Kleidung in einem Schießduell mit Donner und gibt sie Clay zurück. 
Clay besucht Susan, die einen Hutladen führt. Wegen der Trunksucht ihres Vaters will sie nicht mit Clay wegziehen. Clay beschließt dennoch, El Paso nach Erhalt der Unterschrift zu verlassen. Er ändert seine Meinung, als er Zeuge wird, wie der Veteran John Elkins von La Farge und seinen Männern zusammengeschlagen wird, weil er seine Steuerschulden nicht begleichen kann. Clay schreitet ein und erklärt den Männern, dass Kriegsveteranen einen Aufschub bekommen. La Farge versucht dennoch, Elkins zu verhaften, um an dessen Land zu kommen. Dabei erschießt Elkins einen der Deputys in Notwehr. Clay verhilft ihm zur Flucht, damit er sich bei Nacho verstecken kann. 
Clay bleibt in El Paso, um Elkins vor Gericht zu vertreten. Er hat sich mit dem alten Händler Pesky Tees angefreundet. Ihn bittet er, Jeffers zum Ausnüchtern aus der Stadt zu bringen. Clay kann einem Mordanschlag La Farges entkommen und sich zu Nachos Ranch flüchten. Später spricht der nüchterne Richter Jeffers Elkins frei und Susan nimmt Clays Heiratsantrag an. Der Sieg vor Gericht wird gefeiert. Die Feier wird jedoch von La Farge unterbrochen, dessen Männer Jeffers durch die Straßen treiben und töten. Auch Elkins und seine Frau werden ermordet, deren Sohn Jack überlebt. 
Clay formiert eine bewaffnete Truppe von Freiwilligen, die unter La Farges und Donners Terror leiden. Die Mörder der Elkins und Jeffers werden verfolgt und getötet. Alle, die mit Donner und La Farge zusammenarbeiten, werden von der Truppe drangsaliert. Susan, von Clays Gesinnungswechsel entsetzt, benachrichtigt ihren Großvater, Richter Fletcher. Er und Susan überzeugen Clay, dass er mittlerweile genauso gefährlich ist, wie die Leute, die er bekämpft. Als Clay einen unschuldigen Geistlichen tötet, sieht er ein, dass er zu weit gegangen ist. Zur gleichen Zeit ermordet La Farge Richter Fletcher. 
Während eines Sturms reiten Clay und seine Truppe in El Paso ein. Es kommt zu einem Kampf mit La Farges Männern. Donner wird getötet und Jack Elkins verwundet. Als La Farge von Clays Männern gehängt werden soll, interveniert Clay. Er überzeugt seine Leute, La Farge einen fairen Prozess zu machen. Mit Susan an seiner Seite will er von nun an für Recht und Ordnung in El Paso sorgen.

## Produktion

### Hintergrund
Gedreht wurde der Film vom 17. September bis Ende Oktober 1948 in Gallup (New Mexico), El Paso (Texas), auf der Iverson Movie Ranch in Chatsworth, der Movie Ranch von Ray Corrigan im Simi Valley sowie in den Paramount-Studios in Hollywood.
Die Produzenten Pine und Thomas, bekannt für qualitativ gute Low-Budget-Filme, konnten zum ersten Mal auf ein höheres Budget zurückgreifen. Laut einem Artikel der The New York Times lag das Budget für ihren ersten Farbfilm bei ca. einer Million Dollar (Wert Stand 2023: über 12,5 Millionen Dollar).

### Besetzung
In kleinen nicht im Abspann erwähnten Nebenrollen traten Argentina Brunetti, John Hart, Denver Pyle, Dewey Robinson, Renata Vanni und Pierre Watkin auf.

## Synchronisation
Die deutsche Synchronfassung entstand im Auftrag der Berliner Synchron GmbH Wenzel Lüdecke.
| Rolle                   | Schauspieler    | Deutscher Synchronsprecher |
| ----------------------- | --------------- | -------------------------- |
| Clay Fletcher           | John Payne      | Paul Edwin Roth            |
| Burt Donner             | Sterling Hayden | Gert Günther Hoffmann      |
| Pesky Tees              | George Hayes    | Walter Werner              |
| Sheriff La Farge        | Dick Foran      | Hans W. Hamacher           |
| Don Vázquez             | Eduardo Noriega | Klaus Miedel               |
| Richter Jeffers         | Henry Hull      | Alfred Balthoff            |
| Richter Fletcher        | H. B. Warner    | Otto Stoeckel              |
| John Elkins             | Arthur Space    | Heinz Giese                |
| Anwalt Mahoney          | Herbert Heywood | Robert Klupp               |
| Mitglied der Bürgerwehr | Denver Pyle     | Herbert Stass              |
| Kutscher                | Lee White       | Walter Altenkirch          |

Anmerkung: Die kursiv geschriebenen Namen sind Rollen und Darsteller, die nicht im Abspann erwähnt wurden.

## Veröffentlichung
Die Premiere des Films fand am 23. März 1949 in New York statt. In der Bundesrepublik Deutschland kam er am 26. April 1955 in die Kinos.

## Kritiken
Das Lexikon des internationalen Films schrieb: „Western mit einer aufgesetzt wirkenden Debatte um Gesetz und Selbstjustiz.“
Die Filmzeitschrift Cinema befand: „Routiniert bis leidenschaftslos gemacht.“
Bosley Crowther von der The New York Times schrieb, die Produzenten hätten sich besser selber kontrolliert. Denn der als Topfilm beworbene Western sei derselbe Low-Budget-Spaß von Pine und Thomas in Farbe. Und noch nicht mal ihr Bester, eher ein dritt- bis viertklassiges Wiederkäuen einer Standardgeschichte.
Die Variety beschrieb den Film in einer Vorabkritik als geschickte Kombination der besten Tricks und Nervenkitzel eines Standardwesterns mit einer besonderen Geschichte.
Im News and Eastern Township Advocate aus Saint Paul wurde der Film gelobt. Er weise Nervenkitzel und eine exzellente Besetzung auf.
Der Kritiker des TV Guide sah einen Routinewestern, kaum über B-Format, aber mit einer interessanten Besetzung, die man sonst nicht in Western findet.